# Lucius Junius Brutus
Lucius Junius Brutus (/ˈluːʃiəs, -ʃəs, ˈdʒuːnjəs ˈbruːtəs/) là người sáng lập nền Cộng hòa La Mã và theo truyền thống là một trong những quan chấp chính đầu tiên vào năm 509 TCN. Ông được cho là tổ tiên của thị tộc Junia La Mã, bao gồm Decimus Junius Brutus và Marcus Junius Brutus, nổi tiếng nhất trong vụ ám sát Julius Caesar.

## Bối cảnh thời đại
Trước khi thành lập nước Cộng hòa La Mã, Roma vẫn còn nằm dưới sự cai trị của các vị vua. Brutus đã dẫn đầu cuộc nổi dậy lật đổ vị vua La Mã cuối cùng, Lucius Tarquinius Superbus, sau khi nữ quý tộc (cũng là thân thích của Brutus) Lucretia bị hãm hiếp trong tay con trai của Tarquin là Sextus Tarquinius. Dựa theo lời kể từ quyển Ab urbe condita của Livy và việc giải quyết một vấn đề trong lịch sử La Mã trước những ghi chép lịch sử đáng tin cậy (hầu như tất cả các bản ghi chép đầu tiên này đều bị người Gaul hủy hoại khi họ cướp phá thành Roma dưới sự thống lĩnh của Brennus vào năm 390 TCN hoặc 387 TCN).

## Lật đổ nền quân chủ La Mã

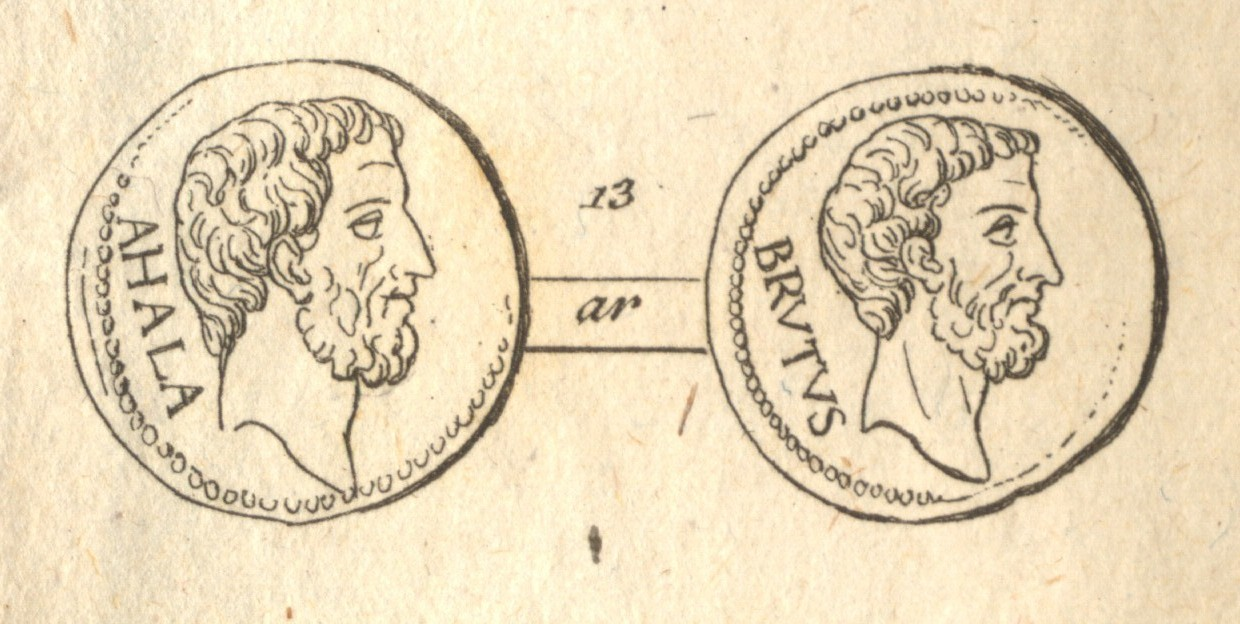
Hình Lucius Iunius Brutus bên phải

Brutus là con trai của Tarquinia, con gái của vị vua La Mã thứ năm Lucius Tarquinius Priscus và là chị của vua La Mã thứ bảy Tarquinius Superbus. Theo nhà sử học Livy, Brutus đã có một số lời trách cứ thể hiện thái độ chống đối bác mình bởi lẽ Tarquin đã ra tay giết chết một số nhân vật chủ chốt của La Mã bao gồm cả anh trai của Brutus. Nhằm tránh sự nghi ngờ của gia tộc Tarquin mà Brutus đã nghĩ ra cách giả vờ ngu ngơ (brutus trong tiếng Latinh dịch ra nghĩa là kẻ ngu đần). Ông đi cùng các con của Tarquin trong một chuyến đi đến đền thờ Delphi cầu xin lời tiên tri. Đám con trai đã hỏi ai sẽ là người cai trị tiếp theo của La Mã. Lời sấm truyền trả lời rằng người đứng kế bên hôn mẹ hắn sẽ trở thành vua. Brutus giải thích "mẹ" ở đây có nghĩa là đất do đó ông đã giả bộ bước tới và cuối xuống hôn lên mặt đất.
Brutus cùng với Spurius Lucretius Tricipitinus, Publius Valerius Publicola và Lucius Tarquinius Collatinus đã được Lucretia triệu tập đến Collatia sau khi cô bị Sextus Tarquinius, con trai của vua Tarquinius Superbus hãm hiếp. Lucretia, tin rằng vụ hiếp dâm đã làm ô uế bản thân và gia đình mình, bèn tự tử bằng cách lấy dao găm tự đâm vào người sau khi nói về những gì đã xảy ra cho cô. Theo truyền thuyết, Brutus nắm lấy con dao găm từ ngực Lucretia sau cái chết của cô và kêu gào lật đổ nhà Tarquin. Bốn người bọn họ liền tập hợp đám đông thanh niên trai tráng của vùng Collatia, sau đó đi đến Roma là nơi mà Brutus đang giữ chức Tribunus Celerum vào lúc đó, triệu tập mọi người đến chỗ forum (Hội trường La Mã cổ) và cổ xúy họ vùng dậy chống lại nhà vua.
Mọi người quyết định bỏ phiếu phế truất nhà vua và xua đuổi cả hoàng tộc. Brutus rời khỏi Lucretius để nắm quyền chỉ huy thành phố, cùng với một toán lính vũ trang tiến đến chỗ quân La Mã sau đó mới hạ trại tại Ardea. Nhà vua đang điều động binh lính, nghe nói về diễn biến tại Roma đành rút khỏi quân doanh ra thành phố ngay trước khi Brutus đến nơi. Quân đội đón tiếp Brutus như một người anh hùng, và con trai của nhà vua đã bị trục xuất khỏi bản doanh. Tarquinius Superbus trong lúc đó lại bị từ chối tiến vào Roma nên đành phải chạy trốn cùng gia tộc mình sống cảnh lưu vong.

## Lời thề của Brutus

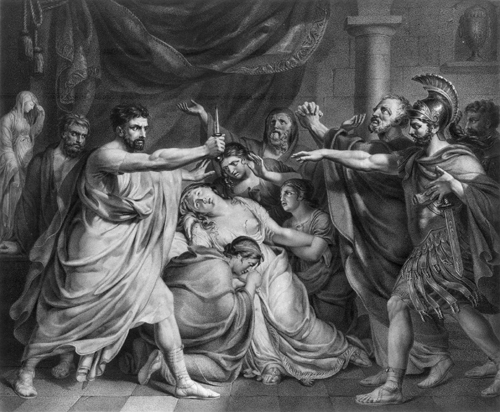
Họa phẩm "Lời thề của Brutus" của François-Joseph Navez

Theo Livy, hành động đầu tiên của Brutus sau khi đánh đuổi Lucius Tarquinius Superbus là mang mọi người đến thề sẽ không bao giờ cho phép bất kỳ người nào lại lên làm vua ở Roma.
Omnium primum avidum novae libertatis populum, ne postmodum flecti precibus aut donis regiis posset, iure iurando adegit neminem Romae passuros regnare.
(Trước hết bằng một lời tuyên thệ rằng họ sẽ không để một người nào lên nắm quyền cai trị La Mã, khát khao một sự tự do mới, để rồi từ nay về sau không bị ảnh hưởng bởi những lời cầu xin hay nhận hối lộ của các vị vua.)
Điều này về cơ bản là trình bày lại những 'lời thề riêng tư' của những kẻ âm mưu lật đổ chế độ quân chủ:
Per hunc... castissimum ante regiam iniuriam sanguinem iuro, vosque, di, testes facio me L. Tarquinium Superbum cum scelerata coniuge et omni liberorum stirpe ferro igni quacumque dehinc vi possim exsecuturum, nec illos nec alium quemquam regnare Romae passurum.
(Qua những giọt máu vô tội này trước sự bất công của vua chúa tôi thề – bạn và các vị thần như những chứng nhân của tôi – tôi buộc bản thân mình sẽ theo đuổi bằng tất cả sức lực mà tôi có thể, để Lucius Tarquinius Superbus cùng với bà vợ hung ác và cả nhà mấy đứa con được kế thừa quyền công dân của hắn bởi thanh gươm này, ngọn lửa này, hay bất kỳ cách nào khác kể từ hôm nay, sao cho chúng hoặc là bất cứ ai đi chăng nữa đều không được phép nắm quyền cai trị La Mã.)
Chẳng có thoả thuận mang tính học thuật rằng lời tuyên thệ diễn ra ở đây; nó được ghi chép lại dù đôi chút khác biệt qua Plutarch (Poplicola, 2) và Appian (B.C. 2.119). Tuy vậy tinh thần của lời thề đã truyền lại cảm hứng cho người La Mã sau này bao gồm cả hậu duệ của ông Marcus Junius Brutus.

## Giữ chức chấp chính và cái chết
Brutus và người chồng bị tước đoạt của Lucretia, Lucius Tarquinius Collatinus đều được bầu làm những quan chấp chính La Mã đầu tiên (509 TCN). Tuy nhiên, Tarquinius đã sớm bị thay thế bởi Publius Valerius Publicola. Hành động đầu tiên của Brutus trong nhiệm kỳ chấp chính quan theo Livy gồm việc đưa ra lời tuyên thệ trước nhân dân La Mã là không bao giờ chấp nhận một vị vua ở Roma và bổ sung thêm số lượng nguyên lão nghị viên lên 300 từ những thành phần chủ chốt thuộc equites (tầng lớp kỵ sĩ La Mã cổ). Các quan chấp chính mới này cũng tạo ra một chức vụ mới rex sacrorum để gánh vác những nhiệm vụ tôn giáo mà trước đây do các vị vua đảm trách.
Trong nhiệm kỳ chấp chính quan của Brutus cả hoàng tộc đều nỗ lực để giành lại ngai vàng, trước hết là bởi các sứ giả của họ đang tìm cách lật đổ một số công dân La Mã chủ chốt trong vụ âm mưu Tarquinius. Trong số những kẻ âm mưu là hai người anh em của vợ Brutus là Vitellia và hai đứa con trai của Brutus, Titus Junius Brutus và Tiberius Junius Brutus. Âm mưu này đã bị lộ và các quan chấp chính quyết trừng trị những kẻ âm mưu bằng cái chết. Brutus lại được dân chúng tôn trọng vì sự cam chịu của ông khi phải chứng kiến việc xử tử các con mình dù ông đã biểu lộ niềm thương xót trong vụ trừng phạt này.
Tarquin vẫn tìm cách lấy lại ngôi vua ngay sau đó trong trận Silva Arsia, thống lĩnh lực lượng của hai thành phố Tarquinii và Veii chống lại quân đội La Mã. Valerius chỉ huy bộ binh và Brutus chỉ huy kỵ binh. Aruns, con trai của nhà vua thì chỉ huy kỵ binh Etrusca. Toán kỵ binh thứ nhất đã tham chiến và Aruns phụ trách việc do thám các lictor từ xa, nhờ đó giúp ông nhận ra sự hiện diện của một viên chấp chính quan, sớm trông thấy Brutus đang nắm quyền chỉ huy đội kỵ binh. Cả hai người dù là anh em họ đã buộc tội lẫn nhau rồi lao vào đâm chém nhau cho đến chết. Bộ binh cũng sớm nhập cuộc, kết quả ra sao trong lúc này vẫn chưa biết được. Cánh phải của từng đội quân đều giành lấy phần thắng thuộc về mình, quân đội Tarquinii đã đánh lui được người La Mã, trong khi cánh quân Veii thì tháo chạy tán loạn. Tuy nhiên cánh quân Etrusca cuối cùng đã bỏ chạy khỏi chiến trường, người La Mã liền tuyên bố chiến thắng. Quan chấp chính còn sống sót Valerius, sau khi cử hành nghi thức chiến thắng, đã tổ chức tang lễ trọng thể cho Brutus. Phụ nữ quý tộc La Mã thì để tang ông trong một năm nhằm tưởng nhớ đến sự trả thù vụ cưỡng bức Lucretia.

## Ảnh hưởng văn hóa

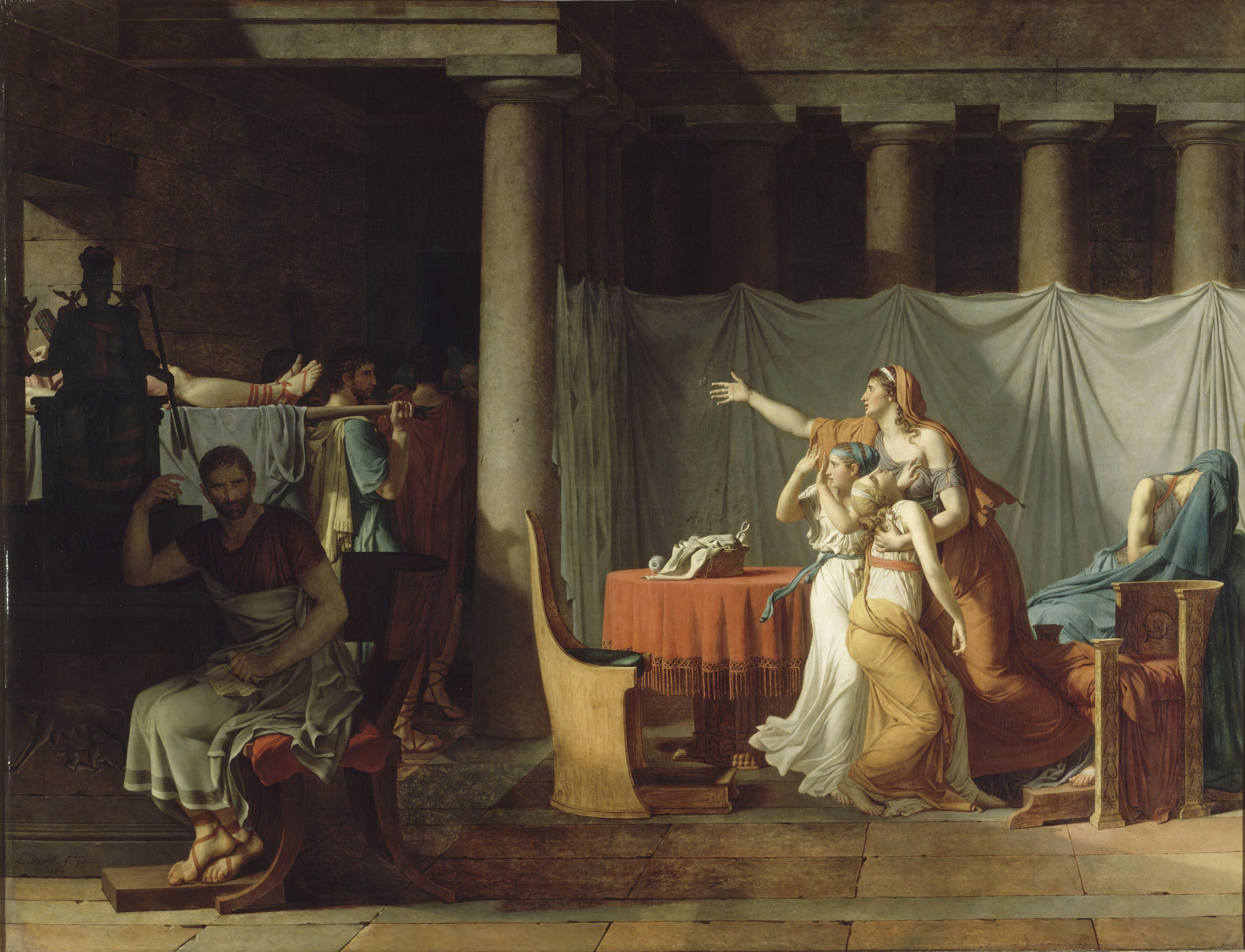
Họa phẩm The Lictors Bring to Brutus the Bodies of His Sons của David, 1789

Lucius Junius Brutus là một hình mẫu khá nổi bật trong nền văn học Anh. Mối tương quan của L. J. Brutus nằm trong vở kịch The Tragedie of Julius Cæsar của đại văn hào Shakespeare, khắc họa một trong những lời buộc tội chính của phe nghị viện nhằm mưu tính chống lại Julius Caesar sau khi ông tuyên bố trước Viện Nguyên lão mình là nhà độc tài muôn đời, dù rằng ông đã cố gắng để tự lập làm vua, và là đồng loã với Cassius, kẻ dụ dỗ hậu duệ trực tiếp của Brutus là Marcus Junius Brutus tham gia vào âm mưu này vì có liên quan đến tổ tiên của ông.
L. J. Brutus còn là một nhân vật hàng đầu trong vở kịch Rape of Lucrece của Shakespeare và trong vở bi kịch thời kỳ khôi phục nền quân chủ Anh của Nathaniel Lee (1680), Lucius Junius Brutus; Father of his Country. Trong tác phẩm The Mikado, nhân vật chính Nanki-poo có nhắc đến cha mình với Hoàng đế là "Lucius Junius Brutus thuộc về chủng tộc của ông", sẵn sàng thực thi luật lệ riêng của mình ngay cả khi nếu nó giết chết ngay cả đứa con của ông.
Ký ức về L. J. Brutus cũng đã có một tác động sâu sắc đến người Ý yêu nước, kể cả những người thành lập nước Cộng hòa La Mã yểu mệnh vào tháng 2 năm 1849. Brutus là một anh hùng của chủ nghĩa cộng hòa trong thời kỳ Khai sáng và Tân cổ điển. Năm 1789, vào buổi bình minh của cuộc Cách mạng Pháp, họa sĩ bậc thầy Jacques-Louis David đã công khai trưng bày kiệt tác đậm chất chính trị của ông với nhan đề The Lictors Bring to Brutus the Bodies of His Sons để lại những cuộc tranh cãi lớn cho đến nay.